# Smithies Brook
Der Smithies Brook ist ein Wasserlauf in Lancashire, England. Er entsteht aus dem Zusammenfluss von Swanside Beck und Ings Beck und fließt in westlicher Richtung, bis er von links in den River Ribble mündet.
Kurz nach seiner Entstehung überquert die Swanside Bridge den Wasserlauf. Die Brücke ist eine sogenannte Packhorse bridge. Die Brücke hat eine Spannweite von etwa 2,0 m und wurde spätestens im 17. Jahrhundert aus Kalkstein errichtet. Heute ist die Brücke ein denkmalgeschütztes Grade-II-listed Building.